# استیون بلیس
استیون بلیس (انگلیسی: Steven Blaisse؛ ۷ مه ۱۹۴۰ – ۲۰ آوریل ۲۰۰۱) ورزشکار روئینگ اهل پادشاهی هلند بود.
وی در مسابقات کشوری و بین‌المللی در مجموع برندهٔ ۱ مدال طلا، ۱ مدال نقره، ۱ مدال برنز شده‌است.